# Рупениди
Рупениди или Рубениди (јерменски: Ռուբինեաններ) је назив за јерменску династију која је владала деловима Киликије, укључујући и Јерменско краљевство Киликију. Династија је добила назив по свом оснивачу, јерменском принцу Рупену I. Рупениди су били кнежеви, а затим и краљеви Киликије од око 1080. године до свргавања од стране Хетумида средином 13. века. Новоуспостављена јерменска држава је успоставила блиске везе са европским државама и играла је веома значајну улогу у крсташким ратовима пружајући хришћанским војскама уточиште на путу ка Јерусалиму. Бракови чланова династије Рупенида са европским крсташким породицама били су уобичајени. Европски верски, политички и културни утицај био је јак.

## Кнежеви Јерменије
- Рупен I (1080/1081/1082-1095)
- Константин I (1095-1100/1102/1103)
- Торос I (1100/1102/1103-1129-1130)
- Константин II (1129/1130)
- Лав I (1129/1130-1137)
- Торос II (1144/1145-1169)
- Рупен II (1169-1170)
- Млех (1170-1175)
- Рупен III (1175-1187)
- Лав II (1187-1198/1199)

## Краљеви Јерменије
- Лав I (1198/1199-1219)
- Изабела (1219-1252)